# Haussez
Haussez é uma comuna francesa na região administrativa da Normandia, no departamento de Sena Marítimo. Estende-se por uma área de 13,17 km². Em 2010 a comuna tinha 283 habitantes (densidade: 21,5 hab./km²).